# 阿部尚徳
阿部 尚徳（あべ よしのり、1978年3月5日 - ）は、日本のソングライター、編曲家、キーボーディスト、シンセサイザー奏者、マニピュレーター、音楽プロデューサー、ボカロP。主にとく、toku、とくPという名義で活動している。
東京都出身。ニコニコ動画にてVOCALOIDを用いたオリジナル楽曲を発表している他、千秋、アンジェラ・アキ、竹仲絵里、LiSA、原田ひとみなどの楽曲を手掛けている。また、音楽制作ユニットへっどほんトーキョーと活動休止中のバンドbeaticaの中心メンバーでもあり、現在はGARNiDELiAのキーボーディストとして活動中。
他の活動名義に あべよしのり、Yoshinoli“TOKU”ABE、阿部“beatica”尚徳、阿部“TOKU”阿部尚徳、pliomなどがある。

## 来歴
元々は合唱・声楽を志していたが、専門学校入学時に作曲に転向。作曲を栗山和樹、編曲を滝沢淑行に師事した。
フリーランスからオフィス瀬戸、ヴァーゴミュージック、ソニー・ミュージックアーティスツを経て、現在はソニー・ミュージックレーベルズ、エスエムイーレコーズに所属。

## ニコニコ動画での活動
前述の通り、VOCALOIDを使った楽曲をニコニコ動画に投稿している。アカウント名は「へっどほんトーキョー」、作者名は「とくP」、作詞、作曲、編曲のクレジットには「とく」（作詞は「オルドマン４」のこともある）と表記される。
初投稿は2009年5月6日の「COLOR」。ただしこの曲は4月11日にデモが発表されていたbeaticaの新曲で、次の「blue bird」も2008年10月8日のコンピレーション・アルバム『ついコン2』でs.y.n.（ヴォーカルは現へっどほんトーキョーのuryan）に提供した曲である。VOCALOID向けに作られた楽曲としては、7月27日に投稿された3曲目の「SPiCa」が最初である。
使用するVOCALOIDは主に初音ミクで、GUMI、mikiを使った曲、VOCALOIDを使用しない曲もある。作曲・編曲は（カバー曲を除き）いずれも阿部尚徳。作詞は阿部自身をはじめへっどほんトーキョーのメンバーの他、beaticaのA.Iが手掛けることも多い。イラストは、へっどほんトーキョーのほか外部のイラストレーターも多く、代表曲の「SPiCa」など数曲にはrefeiaが提供している。
へっどほんトーキョー名義でCD化されているほか、数曲がEXIT TUNESのコンピレーション・アルバムに収録されている。
VOCALOIDを使ったニコニコ動画で活躍するクリエイターで構成されるレーベル「BALLOOM」のメンバーであり、発起人のひとり。

## ユニット・バンド

### Headphone-Tokyo**
「インターネット上でのコラボ」がメインとしている。メンバーのmo2が加入する際に、英語表記に変更された。略称hpt**。
- とく [toku] - 作詞、作曲、編曲、キーボード、レコーディング、ミキシング、音楽プロデューサー、男性。
- もつ [mo2] - 作詞、作曲、編曲、キーボード、レコーディング、ミキシング、音楽プロデューサー、男性。(ex.Barbarian On The Groove)
- みろ [MiLO] - 作詞、歌、サックス、女性。
- メイリア [MARiA] - 作詞、作曲、歌、女性。
- カヒーナ [Kahiena] - 歌、女性。(ex.Barbarian On The Groove)
- なゆた [nayuta] - 歌、女性。
- うり [uryan] - 作詞、歌。本職は声優、女性。
- くろまろ [kuromaro] - イラスト、女性。
- けんた [kentax] - 作詞、リミックス、ロゴ、パッケージデザイン、ウェブ、男性。
- れふぇいあ [refeia] - イラスト、男性。
- すりーぷ [sleepwalker] - ムービー、CG、男性。
- きおなち [木緒なち] - ロゴ、デザイン、男性。

### beatica
2003年、阿部尚徳のソロユニットとしてスタート。2005年、3人+サポートメンバーのバンド形式となり、2枚のCDをリリース。2009年2月20日、ボーカル脱退により活動休止。
2009年3月13日、新ボーカルが加入し「ReStart」と称し活動再開することが発表された。その後、一部メンバーの交代があり、現在のメンバーは以下のとおり。
- A.I - ヴォーカル、作詞。女性。
- toku - キーボード、作曲、編曲、プログラミング。男性。
- G.A.Cool - ギター。男性。
- セキタヒロシ - ベース。男性。
- jonathan gorman - ドラムス。男性。2009年6月4日に加入発表。

旧メンバー（公式サイトにプロフィールはないが古いデータでメンバーとなっている者）
- mocca - ヴォーカル
- 金田ゆうじ - ドラムス（ReStart時にはメンバーだった）
- 宇野克郎 - マニピュレート（ReStart時にはメンバーだった）

## ディスコグラフィ

### beatica
1. exit 2005年11月
  1. intro
  2. exit
  3. after the dark
  4. s.a.w.
  5. borderline
  6. unforgetable
  7. ether
  8. ether y.v.l.remix remixed by y.v.l.
  9. s.a.w. yellow mix remixed by e.tanaka
  10. unforgetable mega neck co. mix remixed by 0mb
2. game 2008年11月16日
  1. intro
  2. game
  3. fade away
  4. envelope
  5. planetica
  6. sajin
  7. cradle to grave
  8. Last Sin
  9. envelope kgr Avignon mix [remixed by kangarou suzuki
  10. fade away uyax_Re:mix [remixed by uyax]
  11. last sin unplugged mix [remixed by Far East Recording]
  12. sajin Y.V.L Gizzard Rmx [remixed by Y.V.L]

### へっどほんトーキョー
1. SPiCa 2009年8月15日
  1. blue bird
  2. SPiCa
  3. COLOR
  4. RiNG My BeLL
  5. 5～8は1～4のOff Vocal
2. Black 2009年11月15日
  1. Fall
  2. Black
  3. Butterfly
  4. Rainbow
  5. 5～8は1～4のOff Vocal
3. The Universe 2009年12月30日
  1. The Universe
  2. 痛恋☆恋愛フラゲーション
  3. とおかまえのことでした。
  4. The Universe feat.miku
  5. blue bird [Am5:00 mix] Remix By U-ji
  6. 6～8は1～3のOff Vocal
4. ARiA 2010年5月9日
  1. ARiA
  2. Dolce
  3. BoYFRieND
  4. Little Love Letter
  5. 5～8は1～4のOff Vocal
5. Rabbit(CD付同人誌) 2010年7月19日
  1. Rabbit
6. SPiCa ReACT 2010年8月14日
  1. SPiCa -CosmiQ remix- Aether_Eru
  2. SPiCa -8#Prince Remix- 8#Prince
  3. SPiCa -SAM's Summer dreamer Remix- SAM(samfree)
  4. SPiCa -TKp mix- テラ小室P(0108-音屋-)
  5. SPiCa -NTMGmix- kisk baker
  6. SPiCa -BKAMIX- azuma
  7. SPiCa -moonlight mile mix- Re:nG
  8. SPiCa -minor AP mix- オワタＰ
  9. SPiCa -TcAER OCVUL- kentax
  10. SPiCa -nopq remix- wowaka (現実逃避P)
  11. SPiCa -paid vacation mix- 古川本舗
  12. SPiCa -HPT ReACT- とく
7. ARiA DVD 2010年8月14日
  1. ARiA Ver. MARiA
  2. ARiA Ver. lino
  3. ARiA Ver. feb
8. Miracle Of Desktop 2010年12月31日
  1. Miracle Of Desktop
  2. Hands
  3. melting summer
  4. Plus-tic Blue
  5. ORiON
  6. 6～10は1～5のOff Vocal
9. Arrow of Love 2011年9月4日
  1. Beyond The Future [Fall Replease]
  2. Arrow of Love
  3. ホシノウタ
  4. Forbidden Love
  5. SPiCa HPT ReACT -Ver. Miku-
  6. P.S.
  7. 7～10は2～5のOff Vocal
10. See You 2012年4月28日
  1. See You -Intro-
  2. ASTEROiD
  3. Lucifer
  4. PIXY GIRL
  5. Give It
  6. 6～9は2～5のOff Vocal

### GARNiDELiA
1. ONE 2010年12月31日
  1. ONE
  2. Hands
  3. ORiON
  4. Harmony
  5. ARiA
  6. SPiCa (HPT ReACT)
  7. SPiCa (HPT ReACT CT Remix)
  8. Hands (tofubeats Remix)
2. PRAYER 2011年5月1日
  1. PRAYER
  2. 花
3. PLUSLIGHTS -21248931- 2012年8月11日
  1. 21248931
  2. Arrow  of  Love
  3. Lucifer
  4. Butterfly
  5. ASTEROiD
  6. ホシノウタ
  7. ASTEROiD ‒Petal of Platycodon Remix- Remixed by CleanTears
  8. ASTEROiD -Another Remix- Remixed by AVTechNO!

### toku
1. bouquet 2021年6月16日（全作曲・編曲：toku）
  1. 「ずるいよ、桜」feat.神田沙也加　作詞：神田沙也加　
  2. 「或るヒマワリ」feat.石原夏織　作詞：渡辺翔
  3. 「Acacia」feat.中島愛　作詞：LINDEN
  4. 「青い薔薇」feat.鈴木このみ　作詞：LINDEN
  5. 「Radiata」feat.atsuko from angela　作詞：atsuko
  6. 「Lilium」feat.井口裕香　作詞：渡辺翔
  7. 「Antheia」feat.竹達彩奈　作詞：LINDEN
  8. 「Coreopsis」feat.やなぎなぎ　作詞：やなぎなぎ
  9. 「君影草」feat.三森すずこ　作詞：LINDEN
  10. 「萌芽」feat.一青窈　作詞：スガシカオ

### コンピレーション
商業のみ記載。「とくP」または「とく」名義。
- 『EXIT TUNES PRESENTS Vocalolegend feat.初音ミク』 2010年1月20日 「SPiCa」収録
- 『EXIT TUNES PRESENTS STARDOM 3』 2010年2月3日「blue bird」収録
- 『EXIT TUNES PRESENTS Supernova 2』 2010年3月3日「ARiA」収録
- 『EXIT TUNES PRESENTS SUPER PRODUCERS BEAT』 2010年4月7日「SPiCa (MK Remix)」収録
- 『EX:P2 〜Ex:Producers2〜』 2010年9月15日「Hands」収録
- 『VOCALOID BEST from ニコニコ動画 (あお)』 2011年6月22日 「ARiA」収録

## 提供・参加
商業のみ記載。注記なしは阿部尚徳名義。これらの他、多数の楽曲でマニピュレートを手掛けている。

### 作曲・編曲
- 田村ゆかり
  - 「Fortune of Love」作曲・編曲。2002年9月25日『花降り月夜と恋曜日。』収録。
- 寮長先生（沢城みゆき）&与那国さん（松来未祐）
  - 「SU-KON-BU」作曲・編曲・プロデュース（とくP 名義）。2009年11月25日発売。『まりあ†ほりっく』キャラクターソング。
- 原田ひとみ
  - 「MACHINE DOLL」作曲・編曲（とくP 名義）。2010年1月22日発売。『機巧少女は傷つかない』イメージソング。
  - 「Möbius（メビウス）」作曲・編曲（とくP 名義）。2010年11月25日ライトノベル『機巧少女は傷つかない』第4巻ドラマCD（Side-A）付特装版収録。
  - 「Anicca」作曲・編曲（とく 名義）。2013年11月6日発売。TVアニメ『機巧少女は傷つかない』オープニングテーマ。
  - 「ルシファーと言う名の翼」「Burnt Red」「Anicca」「MACHINE DOLL」作曲・編曲。2015年2月4日『glanzend』収録。
- 孫策伯符（浅野真澄）&馬超孟起（遠藤綾）
  - 「Endless Soul～終わりなき戦士～」作曲・編曲・プロデュース。2010年4月28日発売。『一騎当千 XTREME XECUTOR』エンディング主題歌。
- LiSA「アンフィル」作詞・作曲・編曲。2012年2月22日『LOVER“S”MILE』収録。
- 春奈るな「乙女の願い事」作曲・編曲・プロデュース（GARNiDELiA名義）。2015年3月25日『Candy Lips』収録。
- AKIRA「CROSSING」作曲・編曲。2016年1月27日『X-Crossing』収録。

- 井口裕香「変わらない強さ」作曲・編曲。2016年2月17日発売。TVアニメ『ヘヴィーオブジェクト』エンディングテーマ。
- 三月のパンタシア「キミのいない夏」作曲・編曲。2016年6月1日『はじまりの速度』収録。
- 浦島坂田船
  - 「slumber number」作曲・編曲。2017年7月5日『Four the C』収録。
  - 「Freja」作曲・編曲。2019年6月26日『$HUFFLE』収録。
  - 「Sweet Magic/センラ」作曲・編曲。2020年11月25日『RAINBOW』収録。
- TrySail「Truth.」作曲・編曲。2018年6月6日『Truth.』収録。
- MeseMoa.「Vampire Kiss」作曲・編曲。2019年1月29日『It's Showtime』収録。
- 鈴木このみ「My Days」作曲・編曲。2019年11月6日『Shake Up!』
- Kradness「Extra Track Burn up my life」作曲・編曲。2021年2月17日『Memento』収録。

### 編曲
一部。
- chiaki「嘘つき★BABY」（阿部尚徳・湧井正則 名義）、c/w「blue sky」。2001年5月30日発売。
- 千秋
  - 「青い童話」。2001年10月『みんなのうた』で放送、2001年11月7日発売。
  - 「水の鏡」「お月さまの子守唄」「森の舞曲」。2001年12月6日『千秋童話小曲集「キルリ」』収録（「青い童話」含め5曲中4曲編曲）。
  - 「愛のうた」「愛のうた From Vivian」。2002年5月4日『PINK』収録。
- 遊佐未森
  - 「light song」、c/w「ユングフラウ」（いずれも 外間隆史・阿部尚徳 名義）。2003年7月30日発売。
  - リミックスアルバム『Bougainvillea Reflect』全曲。2003年9月10日発売。
- 南乃梨子「枯れた肌」。2005年11月30日「待ち遠しい未来へ」収録。
- Superfly「凛」（多保孝一+松岡モトキ+阿部尚徳 名義）。2007年8月1日「マニフェスト」収録。
- RAG FAIR「赤い糸」。2007年10月3日「赤い糸/LIVEラリー」収録。
- KinKi Kids「the EDGE of the WORD」。2007年11月14日『φ』収録。
- 新垣結衣「heavenly days」「メモリーズ」「ペアリング 」（いずれも 松岡モトキ/阿部尚徳 名義）。2007年12月5日『そら』収録。
- 島谷ひとみ「口づけしよう」。2008年3月19日「泣きたいなら」収録。
- 竹仲絵里
  - 「シャリラリラ」、c/w「ファイファイ」。2008年6月4日発売。
  - 「帰らない夏と消えないあのメロディー」（松岡モトキ・阿部尚徳 名義）。2008年9月3日発売。
- アンジェラ・アキ
  - 「レクイエム」（アンジェラ・アキ・阿部尚徳 名義）。2009年2月25日『ANSWER』収録。
  - 「愛の季節」（アンジェラ・アキ・阿部尚徳 名義）。2009年9月16日発売。
- 月の203号室 アルバム『STORY ONE』全曲。2009年6月10日発売。
- 竹仲絵里「Smile Smile Smile」（松岡モトキ、阿部尚徳 名義）。2009年9月16日「傘」収録。
- 森重樹一「GLORIA」「天のくれたメロディ (LOVE IS EVERYTHING)」「午前0時のMERRY-GO-ROUND」「TOKYO CITY NIGHT」「STAY GOLD」（いずれも 阿部“TOKU”阿部尚徳 名義）。2009年11月11日『KING'S ROAD』収録。
- 桃井はるこ リミックスアルバム『MOMO-i REMIXIES AKIHABA LOVE』収録「Mail Me-HPT」のリミックス。2010年7月7日発売。
- 本間芽衣子（茅野愛衣）／安城鳴子（戸松遥）／鶴見知利子（早見沙織） TVアニメ「あの日見た花の名前を僕達はまだ知らない」エンディングテーマ「secret base ～君がくれたもの～ (10 years after Ver.)」2011年4月27日発売。
- LiSA
  - テレビアニメ『Fate/Zero』オープニングテーマ「oath sign」2011年11月23日発売。
  - 「優しさに辿りつくまで」「oath sign」「WiLD CANDY」「花とミツバチ」「アンフィル」「LOVER“S”MiLE」2012年2月22日『LOVER“S”MILE』収録。
  - テレビアニメ『ソードアート・オンライン』アインクラッド編オープニングテーマ「crossing field」2012年8月8日発売。2013年10月30日『LANDSPACE』収録。
- 綾野ましろ テレビアニメ『ガンスリンガー ストラトス』オープニングテーマ「vanilla sky」2015年4月29日発売。
- 楠田亜衣奈「内気なバービー」（toku 名義）2016年5月4日発売。『Next Brilliant Wave』収録。
- FLOW「Steppin’out」

### ライブ出演
- 遊佐未森「ブーゲンビリア ～ traces of the sun」「ブーゲンビリア ～ 永遠の休日」（2003年9月15日～10月6日）キーボード、マニピュレーター、コーラス（阿部“beatica”尚徳 名義）
- DIR EN GREY　アルバム「VULGAR」「Withering to death.」「THE MARROW OF A BONE」「UROBOROS」の制作にかかわっており、同時期のツアーにキーボード、マニピュレーターとして参加。

### へっどほんトーキョー
- Headphone-Tokyo**
- Headphone-Tokyo (Headphone-Tokyo-615712195173680) - Facebook
- アーティスト詳細:『とくP』 - KARENT

### beatica
- :::beatica::: of beatica